# Eddie Nketiah
Edward Keddar Nketiah (*30. května 1999 Londýn) je anglický profesionální fotbalista, který hraje na pozici útočníka v anglickém klubu Crystal Palace FC. Je také bývalým anglickým mládežnickým reprezentantem.

## Klubová kariéra
Nketuah se narodil v Londýně a vyrůstal v Lewishamu. Svou kariéru zahájil v Chelsea, do jejíž akademie se dostal v roce 2008. V roce 2015 akademii Chelsea opustil.

### Arsenal
Poté nastoupil do akademie Arsenalu, kde z počátku hrál na mládežnických úrovních. Během sezóny 2016/17 vstřelil Nketiah 15 gólů v 16 utkáních v týmu do 18 let a také vstřelil 12 branek v 26 zápasech v Arsenalské "třiadvacítce". Po této sezóně byl Nketiah povolán Arsènem Wengerem na předsezónní turnaj A-týmu do Austrálie a Číny.
Dne 28. září 2017 nastoupil Nketiah do zápasu Evropské ligy proti běloruskému BATE Borisov. V 89. minutě vystřídal Joea Willocka, při výhře 4:2. Jeho další utkání odehrál téměř o měsíc později proti Norwich City v EFL Cupu, do zápasu nastoupil v 85. minutě a podařilo se mu po 15 sekundách zápas vyrovnat, a v prodloužení vstřelil další branku, čímž pomohl Gunners k postupu do dalšího kola. Nketiah měl v lednu 2019 odejít na hostování do německého klubu FC Augsburg, ale kvůli zranění Dannyho Welbecka zůstal Nketiah v Arsenalu.
Svůj první gól v Premier League vstřelil 12. května 2019 v posledním kole sezóny v utkání proti Burnley. Nketiah zůstal na lavičce ve finálovém utkání Evropské ligy UEFA, při prohře 4:1 proti Chelsea.

#### Leeds United (hostování)
Dne 8. srpna 2019 odešel Nketiah do druholigového týmu Leeds United na hostování do konce sezóny 2019/20. V klubu debutoval 13. srpna v zápase EFL Cupu proti Salford City a vstřelil první gól utkání při vítězství 3:0. Následující týden skóroval při svém ligovém debutu, když dal jediný gól utkání proti Brentfordu. Pokračoval ve své formě i 27. srpna 2019, když skóroval v zápase EFL Cup proti Stoke City. Po remíze 2:2 po 90. minutách proměnil Nketiah penaltu v následném penaltovém rozstřelu, ve kterém nicméně Leeds podlehli Stoke City 4:5. Svůj ligový debut si odbyl 29. prosince 2019 při vítězstvím 4:5 proti Birminghamu City.

#### Arsenal (návrat)
Prvního dne roku 2020 byl Nketiah povolán z hostování zpátky do Arsenalu. 27. ledna se objevil v základní sestavě čtvrtého kola FA Cupu proti AFC Bournemouth. Nketiah vstřelil druhý gól zápasu, který Arsenal vyhrál 2:1 a postoupil do pátého kola. Nketiah poprvé nakouknul do startovní jedenáctky v rámci Premier League v domácím utkání proti Newcastlu United a následně skóroval v dalším zápase proti Evertonu. Poté v pátém kole FA Cupu skóroval na konečných 2:0 v utkání proti Portsmouthu. Začal pravidelně nastupovat v sestavě Arsenalu po ligové přestávce způsobenou pandemií covidu-19, v 67. minutě úvodního utkání proti Manchesteru City vystřídal Alexandra Lacazetta. Dne 7. července 2020 obdržel Nketiah svojí první červenou kartu své kariéry, a to v ligovém zápase proti Leicesteru City.
V červenci si Nketiah připsal na své konto svojí první trofej, a to po vítězství Leedsu United v druhé anglické lize. O dva týdny později Nketiah získal svou první velkou trofej v dresu Arsenalu, když jako náhradník nastoupil při vítězství 2:1 nad londýnskou Chelsea ve finále FA Cupu na stadionu ve Wembley.
Dne 28. srpna 2020 odehrál zápas Community Shield v roce 2020, ve kterém Arsenal porazil Liverpool po penaltovém rozstřelu. 19. září nastoupil v 77. minutě do utkání proti West Hamu, ve kterém vstřelil vítězný gól na konečných 2:1.

## Reprezentační kariéra
Nketiah měl možnost reprezentoval národní tým Anglie i Ghany. 18. května 2018 obdržel Nketiah svoji první pozvánku do anglické reprezentace do 21 let na Tournoi de Toulon. Nketiah skóroval dvakrát v semifinále proti Skotsku a asistoval Kieranovi Dowellovi na finálový vítězný gól proti Mexiku.
V lednu 2019 Nketiah údajně odmítl pozvánku do Ghanské reprezentace. V září následujícího roku Nketiah nastoupil poprvé do zápasu anglické reprezentace do 21 let s kapitánskou páskou a během vítězství 6:0 nad Kosovem zaznamenal hattrick.
Dne 7. října 2020 vyrovnal Nketiah rekord Alana Shearera v počtu gólů v reprezentaci do 21 let, když skóroval při remíze 3:3 proti Andoře. Nketiah tento rekord překonal při vítězstvím 2:1 nad Tureckem na Molineux 13. října 2020; toto vítězství zajistilo Anglii postup na Euro do 21 let 2021. Nketiah byl jmenován anglickém kapitánem na tomto turnaji, ve kterém Anglie překvapivě vypadla již v základní skupině. 

## Statistiky
K 30. lednu 2021
| Klub                 | Sezóna  | Liga           | Liga   | Liga | FA Cup | FA Cup | EFL Cup | EFL Cup | Evropské poháry | Evropské poháry | Ostatní | Ostatní | Celkem | Celkem |
| Klub                 | Sezóna  | Liga           | Zápasy | Góly | Zápasy | Góly   | Zápasy  | Góly    | Zápasy          | Góly            | Zápasy  | Góly    | Zápasy | Góly   |
| -------------------- | ------- | -------------- | ------ | ---- | ------ | ------ | ------- | ------- | --------------- | --------------- | ------- | ------- | ------ | ------ |
| Arsenal              | 2017/18 | Premier League | 3      | 0    | 1      | 0      | 1       | 2       | 5               | 0               | —       | —       | 10     | 2      |
| Arsenal              | 2018/19 | Premier League | 5      | 1    | 1      | 0      | 1       | 0       | 2               | 0               | —       | —       | 9      | 1      |
| Arsenal              | 2019/20 | Premier League | 13     | 2    | 4      | 2      | —       | —       | 0               | 0               | —       | —       | 17     | 4      |
| Arsenal              | 2020/21 | Premier League | 14     | 1    | 1      | 0      | 2       | 1       | 6               | 3               | 1       | 0       | 24     | 5      |
| Arsenal              | Celkem  | Celkem         | 35     | 4    | 7      | 2      | 4       | 3       | 13              | 3               | 1       | 0       | 60     | 12     |
| Leeds United (host.) | 2019/20 | Championship   | 17     | 3    | —      | —      | 2       | 2       | —               | —               | —       | —       | 19     | 5      |
| Celkem               | Celkem  | Celkem         | 52     | 7    | 7      | 2      | 6       | 5       | 13              | 3               | 1       | 0       | 79     | 17     |

## Ocenění

### Klubové

#### Arsenal
- FA Cup: 2019/20[36]
- Community Shield: 2020[37]
- Evropská liga UEFA: 2018/19 (druhé místo)[38]

#### Leeds United
- EFL Championship: 2019/20[39]

### Reprezentační

#### Anglie U21
- Tournoi de Toulon: 2018[40]